# جين راندال
جين راندال (بالإنجليزية: Jane Randall)‏ هي عارضة أمريكية، ولدت في 28 أغسطس 1990 في بالتيمور في الولايات المتحدة.

## وصلات خارجية
- جين راندال على موقع IMDb (الإنجليزية)
- جين راندال على موقع دليل عارضات الأزياء (الإنجليزية)